# Acartauchenius himalayensis
Acartauchenius himalayensis é uma espécie de aranhas da família Linyphiidae encontradas no Paquistão. Foi descrita pela primeira vez em 2011.